# Palacio de los Beteta
El palacio de los Beteta o de Suero de la Vega es una casa fuerte situada en la Plaza Mayor de Soria (España). También es conocido como Torre de Doña Urraca debido a una leyenda del siglo XIX que aseguraba que la reina Urraca I de León había sido encerrada aquí, aunque no se ha encontrado documentación además de ser una construcción posterior.
Durante el siglo XVI sirvió de hospedaje de nobles que acudían de visita a Soria, entre los que se pueden destacar a Felipe II y Santa Teresa de Jesús cuando se desplazó para fundar el Convento de la Santísima Trinidad.
Desde el 21 de junio de 2021, esta en la lista de lista roja de patrimonio de Hispania Nostra.

## Historia
El origen de este palacio se encuentra en una casa fuerte del siglo XV propiedad de un rico judío quien la vende a la familia de los Beteta, alcaides del castillo, tras su expulsión en 1492. Tras su adquisición fue reformada en 1536, interviniendo el cantero Juan de la Vega. La familia tenía casa solar en la villa de Beteta, cuyo nombre tomó por apellido, pasando una rama a Soria a través de Gonzalo de Beteta que fue alcaide de la fortaleza de Soria durante treinta años, desde mayo de 1459, en que se le desposeyó a Juan de Luna, hasta 1489.
Durante el siglo XVI sirvió de hospedaje de nobles que acudían de visita a Soria, entre los que se pueden destacar a Felipe II y Santa Teresa de Jesús cuando se desplazó para fundar el Convento de la Santísima Trinidad. Juan López de Velasco cuenta en carta, fechada en Madrid el 21 de agosto de 1577, que Jorge de Beteta presentó a Felipe II, para su Real Biblioteca «diez u once volúmenes de libros manuscriptos antiguos...», y una Biblia gótica que custodiaba en la biblioteca de esta casa. Entre los códices entregados se encontraba el Beato de El Escorial.
Habiendo muerto el último descendiente directo, don Jorge de Beteta y Castilla en Valladolid el 7 de enero de 1577, sin sucesión, dejó sus bienes a su sobrino Juan de Castilla y Beteta, que había adoptado el apellido de su madre "Castilla". Era Maestrescuela de la Colegiata y párroco del Espino. Murió el 1 de septiembre de 1589, ocho años después de haber conocido a Santa Teresa. Quedó en posesión del Mayorazgo su hermana doña Juana de Castilla, casada con Fernando de Vega, señor de Grajal, heredando después todos los bienes el segundo hijo de este matrimonio, Suero de Vega, por lo que también se le conoce como palacio Sorovega.
En 1603 el palacio sufrió un incendio, aunque la torre siguió estando habitada siendo la última propietaria noble que la habitó la III Duquesa de Fernán Nuñez, María del Pilar Ossorio y Gutiérrez de los Ríos, quien lo vendió en 1855. Tiempo después fue una pensión llamada “Posada de la Gitana” y más tarde pasaría a ser propiedad de la familia Ruiz Pedroviejo, importantes industriales sorianos.

## Arquitectura
La parte primitiva y principal del edificio corresponde a la torre, de gruesos muros y tres alturas, cuatro en origen. Está levantada sobre una planta rectangular cuadrada, de mampostería, con piedra sillar en las esquinas, puertas y ventanas, y artesonado en los techos de algunas habitaciones del interior. A principios del siglo XVI se reformó adaptándola a los gustos palaciegos de la época en estilo plateresco reformaron los huecos de la torre para armonizarla con el resto de la edificación. 
La fachada y portada principal seguía una tipología extendida en la ciudad, aplicada en el Palacio de los Ríos y Salcedo o en la portada sur de la Concatedral de San Pedro de Soria, abriéndose en arco de medio enmarcado entre pequeñas pilastras, con alto friso y coronada por un balcón idéntico a los que se abrieron en la segunda planta de la torre.
En el incendio de 1603 quedó únicamente habitable la torre por sus gruesos muros y el cuerpo trasero del palacio que presenta huecos recercados con columnillas y bocel liso. También subsistió el lienzo de la fachada principal que daba acceso al interior de la manzana pero fue sustituido por un arco rebajado más sencillo en la gran reforma que sufrió en el siglo XX y en la que también se desmochó la torre, suprimiendo el último piso.
El palacio contaba con un perímetro casi amurallado con muros de piedra almenada que se extendía en toda la manzana hasta la actual calle los Beteta y del que se conservan diversos tramos y un arco de acceso. Estos terrenos conocidos como los “prados de los Señores de Beteta o Suero de la Vega” fueron ocupados en parte por los
Cocherones de Gonzalo Ruíz en la primera mitad del siglo XX, uno de los pocos ejemplos que perviven del patrimonio industrial de la ciudad.

## Ampliación del Palacio de la Audiencia
El proyecto de ampliación del Palacio de la Audiencia partió de un proyecto menor, presentado en la legislatura 2003-2007, y que, posteriormente acabó planteándose como una ampliación a gran escala, comprometiendo también los espacios conocidos como Cocherones de Gonzalo Ruiz, y gestándose como cohesionador del entorno de la plaza Mayor y del parque del Castillo.
El proyecto, aprobado en 2017, afectará de forma notable al monumento con el derribo de los restos del palacio del siglo XVI que se conservan tras la torre, y el completo adosamiento de las nuevas edificaciones de la calle Sorovega a la misma, dejando de ser una torre exenta. También desaparecerá la cerca original que rodeaba la casa fuerte, y de la que quedan importantes restos, trasladándose el arco almenado de la calle Betetas para embutirlo en la fachada del nuevo edificio en el mismo emplazamiento. Únicamente quedará la torre, descontextualizada del resto de edificaciones históricas, entre nuevos edificios de viviendas y la propia ampliación del Palacio de la Audiencia.